# Преображенка (Безенчуцький район)
Преображенка (рос. Преображенка) — село в Безенчуцькому районі Самарської області Російської Федерації.
Населення становить 266 осіб. Входить до складу муніципального утворення міське поселення Осинки.

## Історія
Населений пункт розташований у межах українського етнічного та культурного краю Жовтий Клин.
Від 2005 року входило до складу муніципального утворення міське поселення Осинки.

## Населення
| 2010 | 2012 | 2013 | 2014 | 2015 | 2016 |
| ---- | ---- | ---- | ---- | ---- | ---- |
| 253  | ↗262 | ↗272 | ↘264 | →264 | ↗266 |